# И-155
Серия дома И-155  —  одна из панельных  типовых серий жилых домов. Годы строительства с 2001 по настоящее время. Имеется множество модификаций: И-155ММ муниципальная с уменьшенным метражом квартир, И-155Б - башня, И-155МК, И-155Н и др.

## Описание

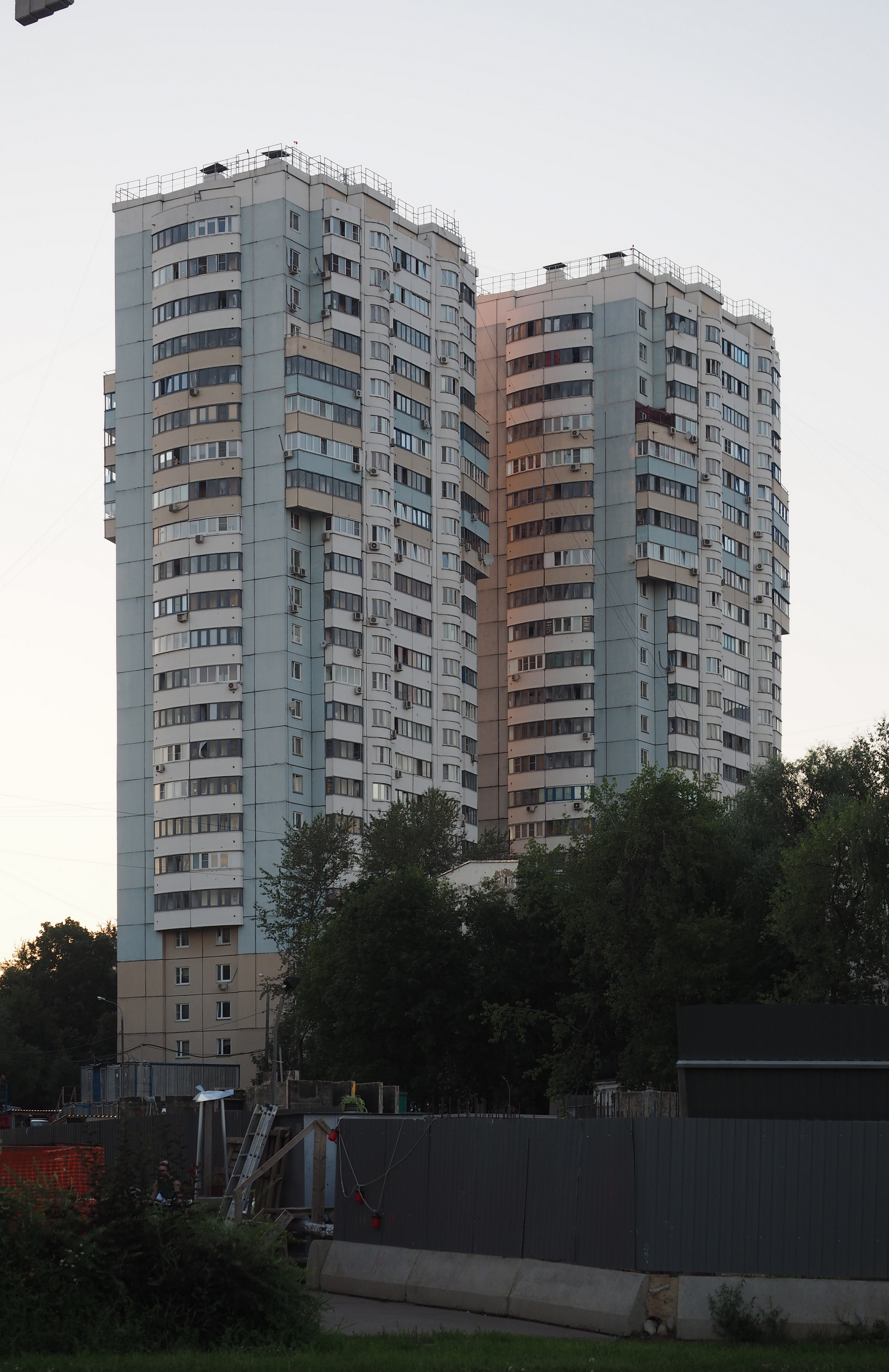
Башенный тип

Данная серия была разработана в 2000-м году по заказу компании СУ-155 совместно с такими известными институтами гражданского строительства, как МНИИТЭП, Моспроект и ГИПРОНИИ РАН. В результате получилась довольно успешная серия, сочетающая в себе дешевизну и простоту производства и монтажа панельных домов с высокими современными требованиями к метражу и комфортности самих квартир, которым не отвечало большинство советских серий. Конструкция этой серии позволяет из одних и тех же изделий собирать дома разных конфигураций, разной этажности и с разными типами квартир. Строится, в основном, компанией "СУ-155". Данная серия возводится как в секционном, так и башенном исполнении.
К достоинствам данной серии по сравнению с другими панельными домами следует отнести большую вариативность планировок и фасадов, высоту потолков в 2,8м., высокие теплотехнические характеристики наружных ограждающих конструкций, отвечающих современным требованиям, наличие внутри квартир достаточно просторных кухонь.
Отличительной особенностью серии является наличие монолитных стен и пилонов, что нетипично для панельного домостроения, а также присутствие несущих наружных и торцевых панелей, которые в других типовых сериях чаще всего бывают навесными.  
В домах устанавливаются радиаторы отопления с терморегулятором в каждой квартире и батареи калориферного типа российского производства. Чаще всего квартиры сдаются "свободной планировки" без возведенных межкомнатных перегородок. Несмотря на то, что серия является панельной, внутри самих квартир количество несущих конструкций невелико, что нетипично для панельных зданий и позволяет существенно изменять планировку под собственные нужды. Квартиры в муниципальных домах данной серии, наоборот, чаще всего сдаются с выполненной отделкой. 
К другим достоинствам серии можно отнести улучшенную звукоизоляцию перекрытий. Во многих квартирах предусмотрены кладовые и/или встроенные шкафы . Планировка двух-, трех- и четырехкомнатных квартир предусматривает четкое деление пространства на спальную и гостевую зоны.
Ещё одним новшеством стало применение в наружных трёхслойных панелях в качестве утеплителя минераловатных плит взамен пенополистирольных, которые применялись в советском панельном домостроении. Помимо более высоких теплоизоляционных характеристик данный материал при пожаре и горении не выделяет как пенополистирол вредные вещества, вызывающие быстрое отравление людей. 
Сборные элементы для возведения домов данного типа производятся на ОАО "Домодедовский завод железобетонных изделий" и ЗАО "Клинский проектно-строительный комбинат".

## Фотоматериалы

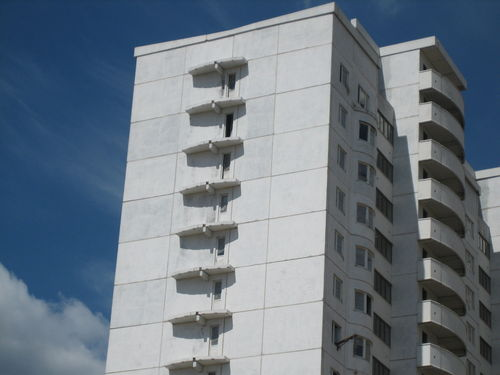
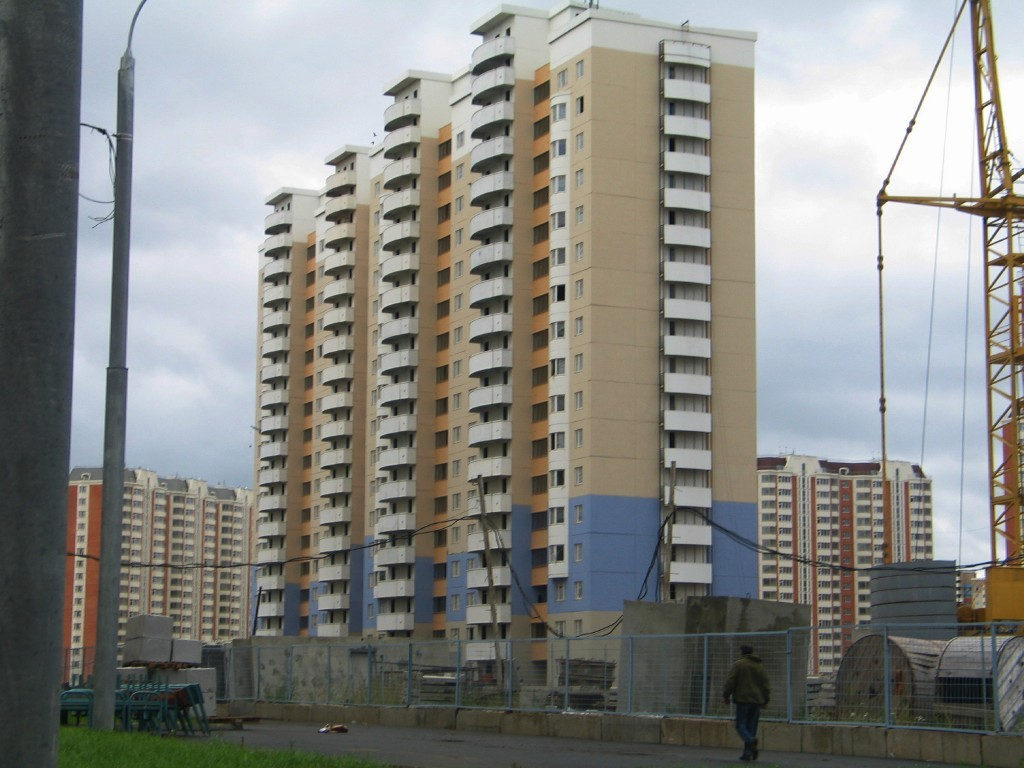

## Основные характеристики
| Количество секций (подъездов) | от 1 до 9                                                                                         |
| Этажность                     | от 3 до 24                                                                                        |
| Высота потолков               | 2.78м.                                                                                            |
| Лифты                         | грузопассажирский и пассажирский, в секциях 18 этажей и выше - 2 пассажирских и грузопассажирский |
| Балконы                       | Во всех квартирах (остекляются застройщиком), присутствуют эркеры                                 |
| Количество квартир на этаже   | 2, 3, 4, 6                                                                                        |
| Перспектива сноса             | Не планируется                                                                                    |

## Площади квартир
| Комнатность          | Общая, м² | Жилая, м² | Кухня, м² |
| 1-комнатная квартира | 36-53     | 16-24     | 9-12      |
| 2-комнатная квартира | 51-83     | 28-37     | 9-13      |
| 3-комнатная квартира | 68-101    | 39-53     | 10-13     |
| 4-комнатная квартира | 113-141   | 62-66     | 12-13     |

## Строительные конструкции
| Санузлы                  | В однокомнатных квартирах совмещенные, в двухкомнатных – раздельные или 2 санузла, в трехкомнатных квартирах 2 санузла                                             |
| Лестницы                 | Теплые, незадымляемые, с выходом на общий эвакуационный балкон |
| Мусоропровод             | С загрузочным клапаном на каждом этаже |
| Вентиляция               | Естественная вытяжная через вентблоки в сантехкабине(санузле) и кухне                                                                                              |
| Наружные стены           | Сборные трехслойные (монолитный железобетон- минераловатные плиты- монолитный железобетон) несущие панели общей толщиной 32-40 см (фасадные), 44-54 см. (торцевые) |
| Межквартиные стены       | Сборные железобетонные панели толщиной 20см. Этажи с 1-го по 8-й (в домах постройки до 2004 г.) – с монолитными торцевыми и (частично) внутренними стенами.        |
| Межкомнатные Перегородки | Встречаются в разных исполнениях: пенобетонные и пазогребневые блоки, гипсокартонные листы по металлокаркасу и др. , толщина перегородок 8 см.                     |
| Межэтажныеперекрытия     | Крупноразмерные сборные многопустотные железобетонные плиты толщиной 22 см                                                                                         |
| Несущие стены            | Все межквартирные поперечные и продольные, все наружные, некоторые внутриквартирные поперечные.                                                                    |
| Тип кровли               | Плоская безрулонная кровля. Крыша покрыта утепленной плитой, которая заливается современными гидроизоляционными полимерными материалами.                           |

## Примечание
1. ↑  Шерешевский И.А. Конструкции гражданских зданий. — М.: Архитектура-С, 2005.